# Aretha (nome)
Aretha  è un nome proprio di persona inglese femminile.

## Varianti
- Femminili: Arete[2], Areta[2]

## Origine e diffusione
Si basa sul termine greco ἀρετή (aretè), che vuol dire "eccellenza", "virtù", "bontà", da cui già derivò quello più antico di Aretusa. 
Nella mitologia greca, Arete era una delle Prassidiche, coloro che assicuravano l'applicazione della giustizia; il nome, nella sua variante moderna Aretha, venne reso celebre negli anni 1960 dalla cantante statunitense Aretha Franklin.

## Onomastico
Il nome non ha sante patrone, quindi è adespota. L'onomastico si festeggia dunque il 1º novembre, giorno di Ognissanti.

## Persone

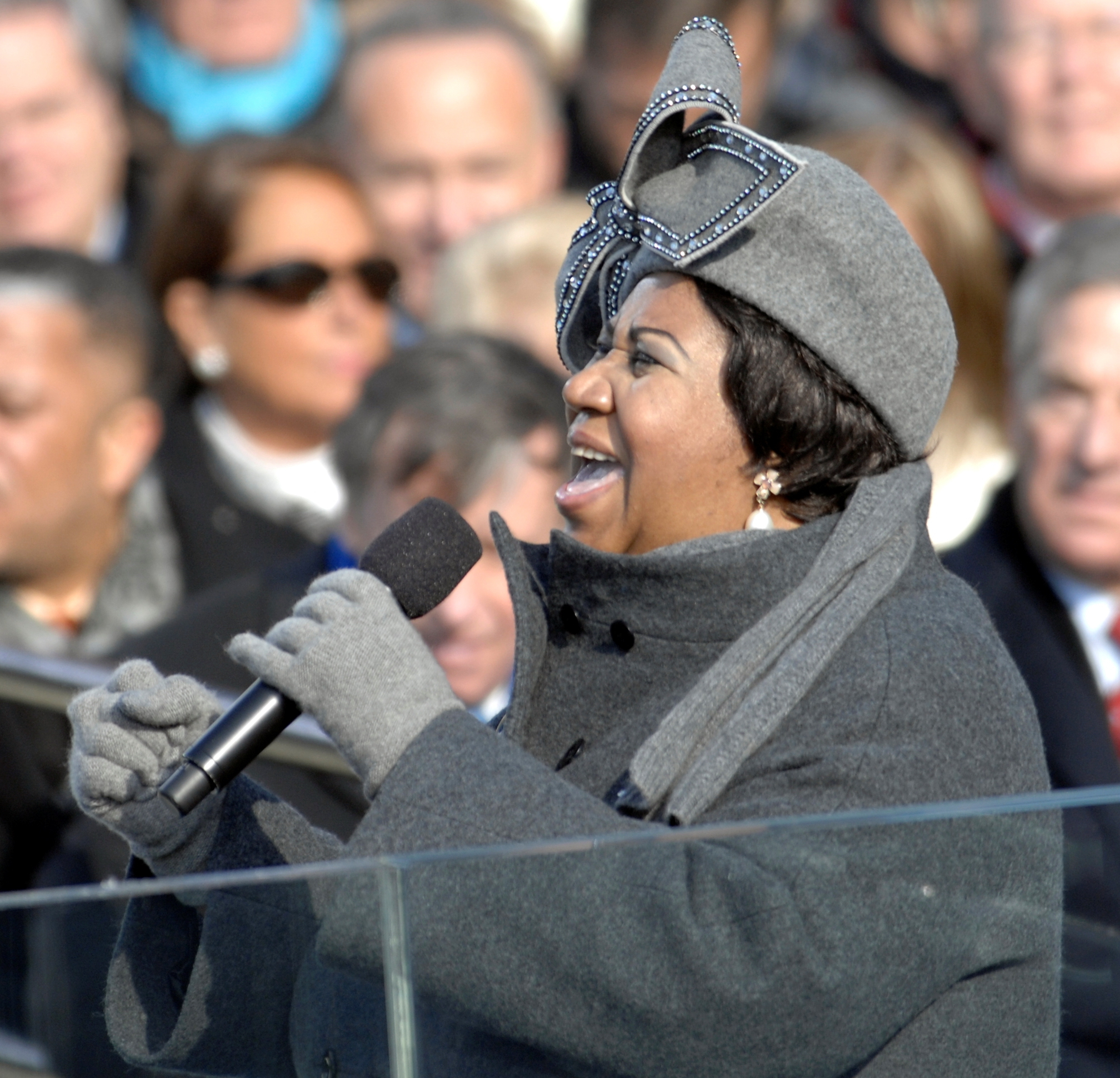
Aretha Franklin

- Aretha Franklin, cantautrice e pianista statunitense
- Aretha Thurmond, atleta statunitense